# Marcello Minotto
Marcello Minotto (Venezia, 13 settembre 1906 – Milano, 12 gennaio 1998) è stato uno scultore, orafo, disegnatore, pittore, argentiere e sbalzatore italiano.

## Biografia
Sin da bambino si interessa ai gioielli, seguendo le orme del padre, noto e valente orafo.
Diplomato Maestro d'arte a soli 18 anni all'Accademia d'arte di Venezia, approfondì poi lo studio dello sbalzo e del cesello, l'ageminatura, l'incisione, il niello e la fusione, come gli antichi maestri.
A vent'anni gli venne proposto di trasferirsi al Vittoriale come orafo e scultore personale di Gabriele D'Annunzio, ma rifiutò, preferendo confermare e preservare la propria libertà artistica.
Questa del resto fu una scelta che caratterizzò la sua vita d'artista, in cui rimase sempre indipendente e perseguì una sua strada, che sperimentava nuove soluzioni estetiche pur rimanendo ancorato alla grande scultura classica.
Un approccio figurativo alla scultura e al disegno che alla fine si rivelò essere molto più controcorrente di quello di tanti colleghi, e che in ogni caso esprime il senso della bellezza che Minotto provava e voleva trasmettere con la sua arte.
Dedicatosi con passione alla scultura, dal 1926 espone a mostre collettive e personali, regionali e nazionali, inclusa la Biennale di Venezia, sia sculture che sbalzi in argento.
Nel 1937 si trasferì definitivamente a Milano ed è in questa città che si svolse tutta la sua opera di orafo e scultore, e che si tennero le sue più importanti mostre personali, sempre di grande successo sia di critica che di pubblico: nel 1937, 1948, 1965, 1972, 1974, 1982, 1984.

## Opere

### I gioielli
Come orafo Minotto è stato ideatore e creatore di diverse linee di gioielli. 

Le linee in oro, sbalzate, cesellate e incise - tutti pezzi unici - comprendevano: fiori, foglie, frutti e animali.
Nelle linee argenti ha scolpito sculture di animali e sbalzato foglie e centri tavola di varie misure.
Dal dopoguerra al 1980 ha collaborato con Mario Buccellati, noto gioielliere milanese, producendo gioielli e sculture anche per le sue sedi di New York e Palm Beach.
Le sue opere si trovano in diverse parti del mondo. Tra queste ricordiamo:
- il centro tavola di 40 chili di argento, con soggetti marini tratti dalla mitologia, regalo del Governo italiano allo Scià di Persia in occasione del suo matrimonio con Fawzia, sorella di Fārūq I d'Egitto nel 1939.
- i gioielli e i piatti sbalzati in argento, creati per Re Faruq nel 1951, per i Reali d'Italia e per altre importanti personalità.

### I disegni
I disegni di Minotto, raccolti ad esempio nel libro pubblicato da Cavallotti nel 1980, sono segni precisi e nitidi, rappresentano soggetti della vita quotidiana, persone, animali e cose, ripresi nell'attimo in cui li ha colti l'occhio dell'artista. Pochi tratti bastano a rendere un'espressione particolare del viso, uno stato d'animo, un movimento.

### Le sculture
Le sculture rappresentano il cuore del lavoro di Minotto. Molte sono raccolte nel libro Opere, pubblicato da Cavallotti editore nel 1977.
Si tratta prevalentemente di opere in bronzo, caratterizzate da una grande naturalezza che trascende il materiale in cui sono prodotte, che viene anzi usato per esaltare quella naturalezza grazie agli effetti che la luce produce sulla superficie.
Le sculture spesso rappresentano scene di vita quotidiana, animali, bambini, tutti colti in gesti e sguardi immediati, diretti, semplici.
La maggior parte delle sculture di bronzo fanno parte di collezioni private, o di antiquari. Alcune sue opere sono presso il Museo d'arte Moderna di Cento e la Galleria d'Arte Moderna, raccolta Lercaro, di Bologna.

### Gli sbalzi in argento
Spiccano poi per particolare importanza artistica gli sbalzi in argento.
La tecnica usata dal Minotto è alquanto complessa e difficile, poiché il lavoro di sbalzo è effettuato al negativo: l'artista prendeva una lastra d'argento, o altro materiale, disegnava al contrario il soggetto e poi fissava la lastra su della pece a caldo e iniziava a sbalzare con appositi ferri da cesello, da lui stesso creati.
I soggetti in questo caso sono volti di bimbi, di donne, scene campestri e lagune veneziane.
Con la tecnica del bassorilievo Minotto è riuscito a dare diverse profondità di campo nella stessa opera.

### L'arte sacra
Oltre ad oreficeria, disegno, scultura e sbalzo, Minotto sarà ricordato per avere eseguito numerose opere nel campo dell'arte sacra. 

#### Venezia
- per la basilica di San Marco ha creato il Pastorale d'Argento per il Cardinale La Fontaine; ha restaurato, con il padre Luigi, il Tabernacolo ed il trono in argento (alto tre metri), la Pala d'Oro ed il paliotto d'altare, il paliotto d'altare in argento per la Nicopea di San Marco.
- per la chiesa di San Moisè ha realizzato uno sbalzo in argento di un martire cristiano e un reliquiario in argento, che contiene una reliquia di San Antonio di Padova.
- per la chiesa di San Zaccaria ha sbalzato il volto d'argento di San Zaccaria, e due lampade per l'altare maggiore della chiesa.
- per la chiesa di San Crisostomo, ha eseguito quattro lampade.
- per la chiesa dei Santi Geremia e Lucia1), nel 1955 ha realizzato uno sbalzo in argento del volto di Santa Lucia; questo sbalzo gli fu ordinato da papa Giovanni XXIII quando era Cardinale a Venezia.
- per la basilica di Santa Maria della Salute, ha creato la pisside, l'ostensorio e vari calici.
- ha creato la riproduzione in argento dei fanali della Galera di Francesco Morosini, che è stata regalata dalla città di Venezia al duca Thaon di Revel, ammiraglio della flotta italiana durante la prima guerra mondiale.

#### Genova
- ha creato il grande ostensorio completamente in oro per la chiesa di Santa Rita o della Consolazione.

#### Milano
- ha scolpito le quattro rane in bronzo della fontana della chiesa di Santa Maria delle Grazie nel chiostro del Bramante 3).

#### Binasco
- ha sbalzato in argento il volto della Beata Veronica Negroni da Binasco nel 1983 2).

Per Marcello Minotto, l'arte era lo scopo della sua vita. Non ha mai smesso di creare, e per creare non ha mai smesso di guardare con curiosità ed attenzione tutto quello che lo circondava.